# Orlov (Vračovice-Orlov)
Orlov (německy Worlau) je malá vesnice a část obce Vračovice-Orlov v okrese Ústí nad Orlicí. Orlov leží v katastrálním území Vračovice o výměře 2,9 km².

## Historie
První písemná zmínka o vesnici pochází z roku 1696.

## Pamětihodnosti
- špýchar v patře čp. 31/7

## Galerie

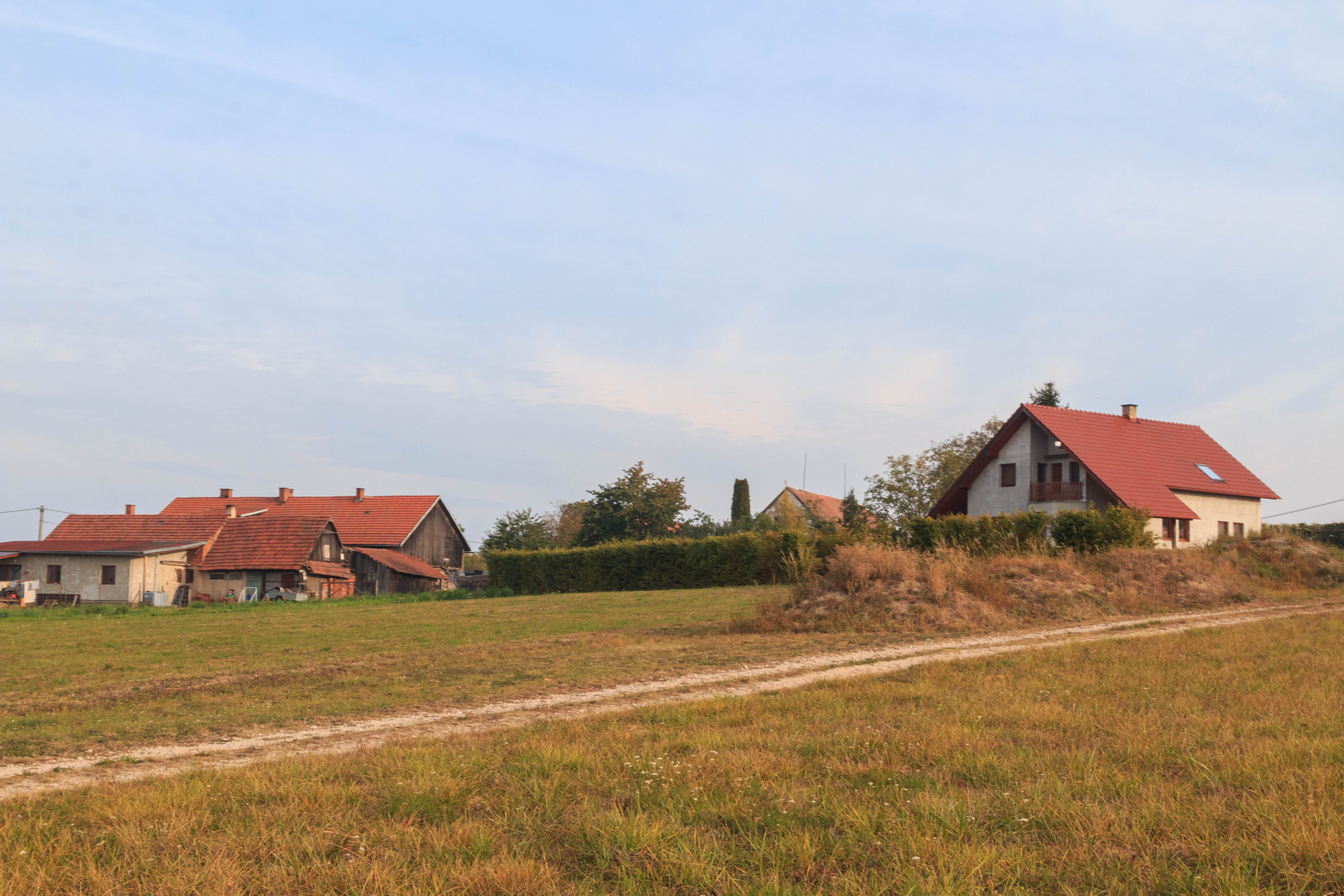
Dům čp. 11
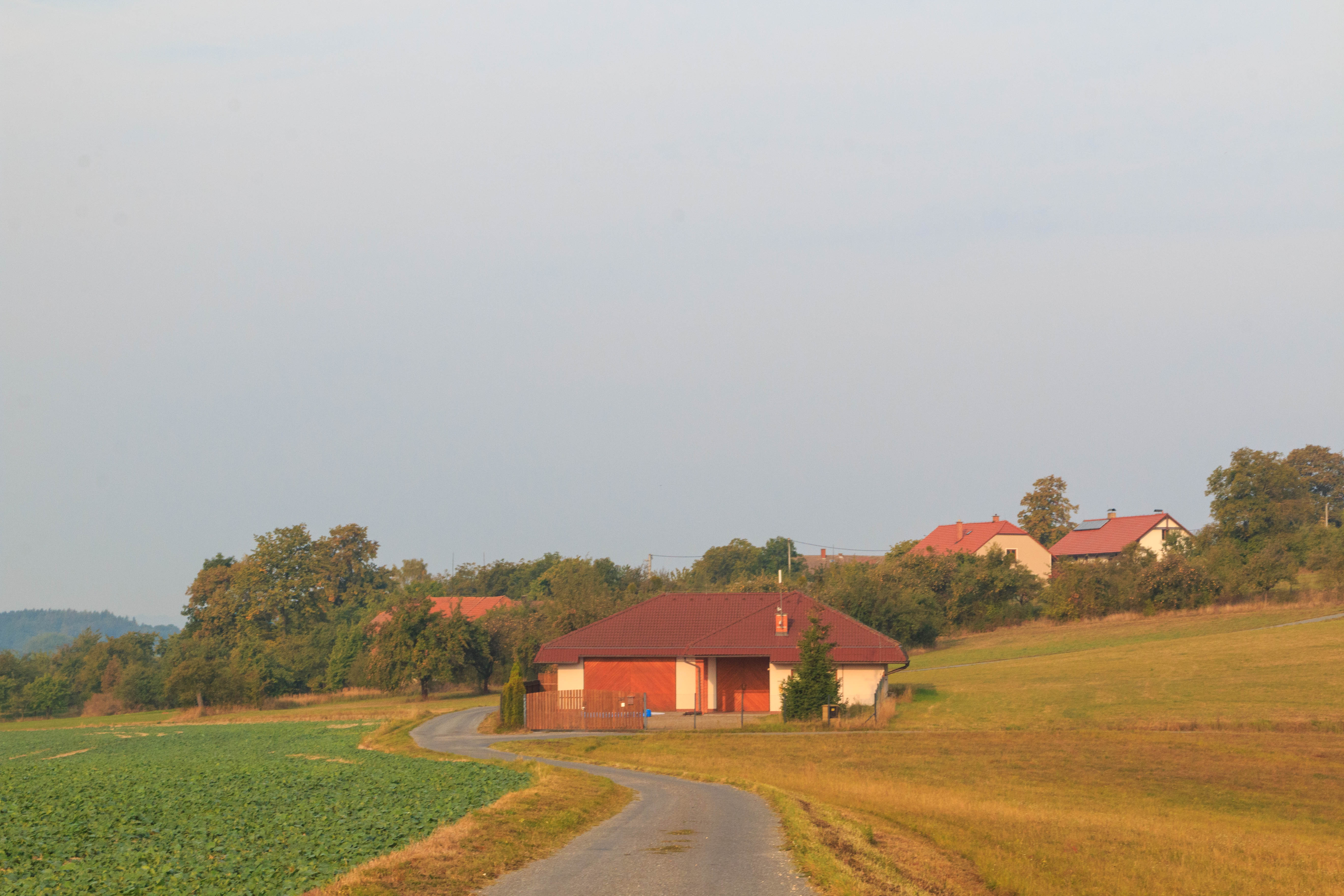
Dům čp. 38
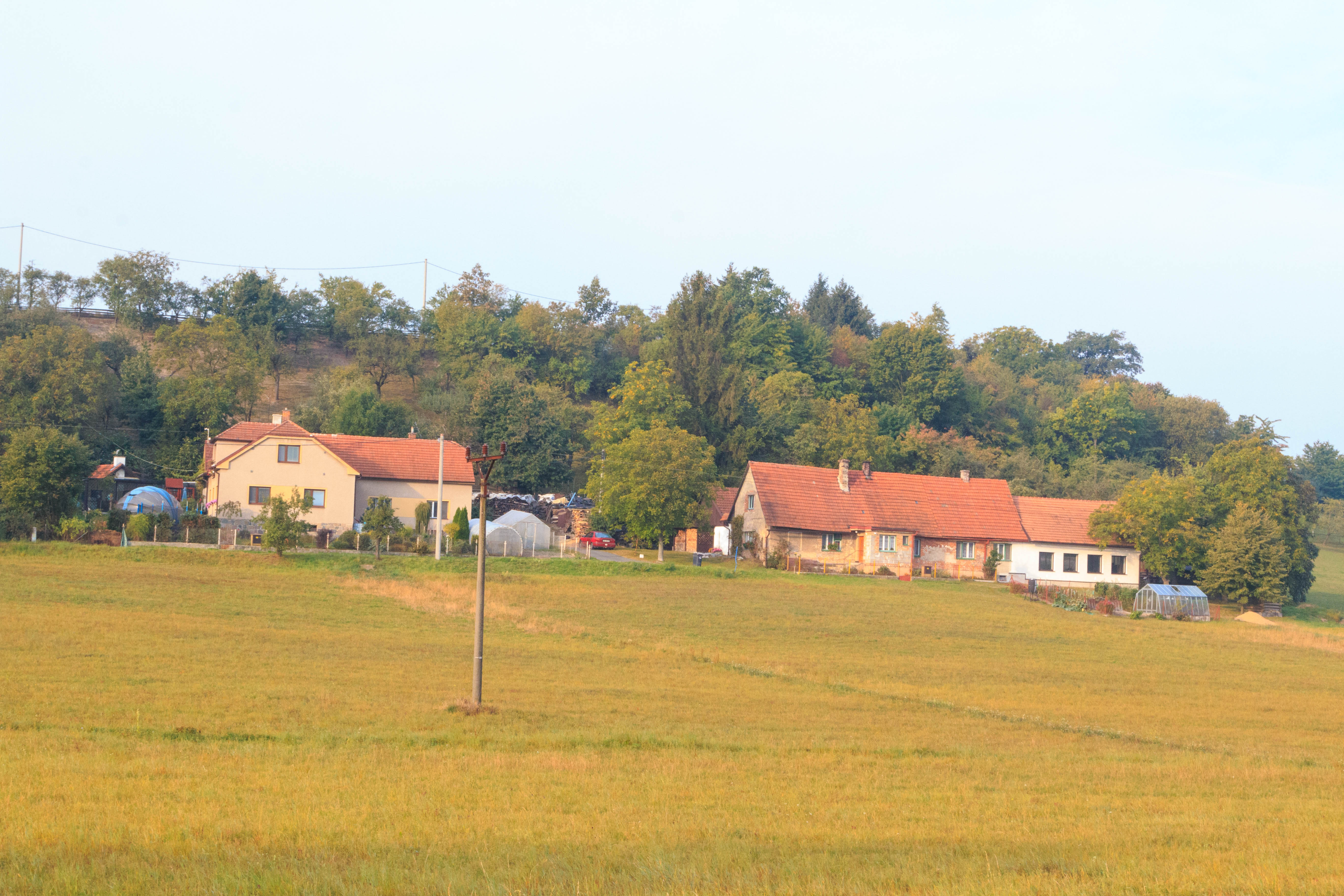
Dům čp. 2
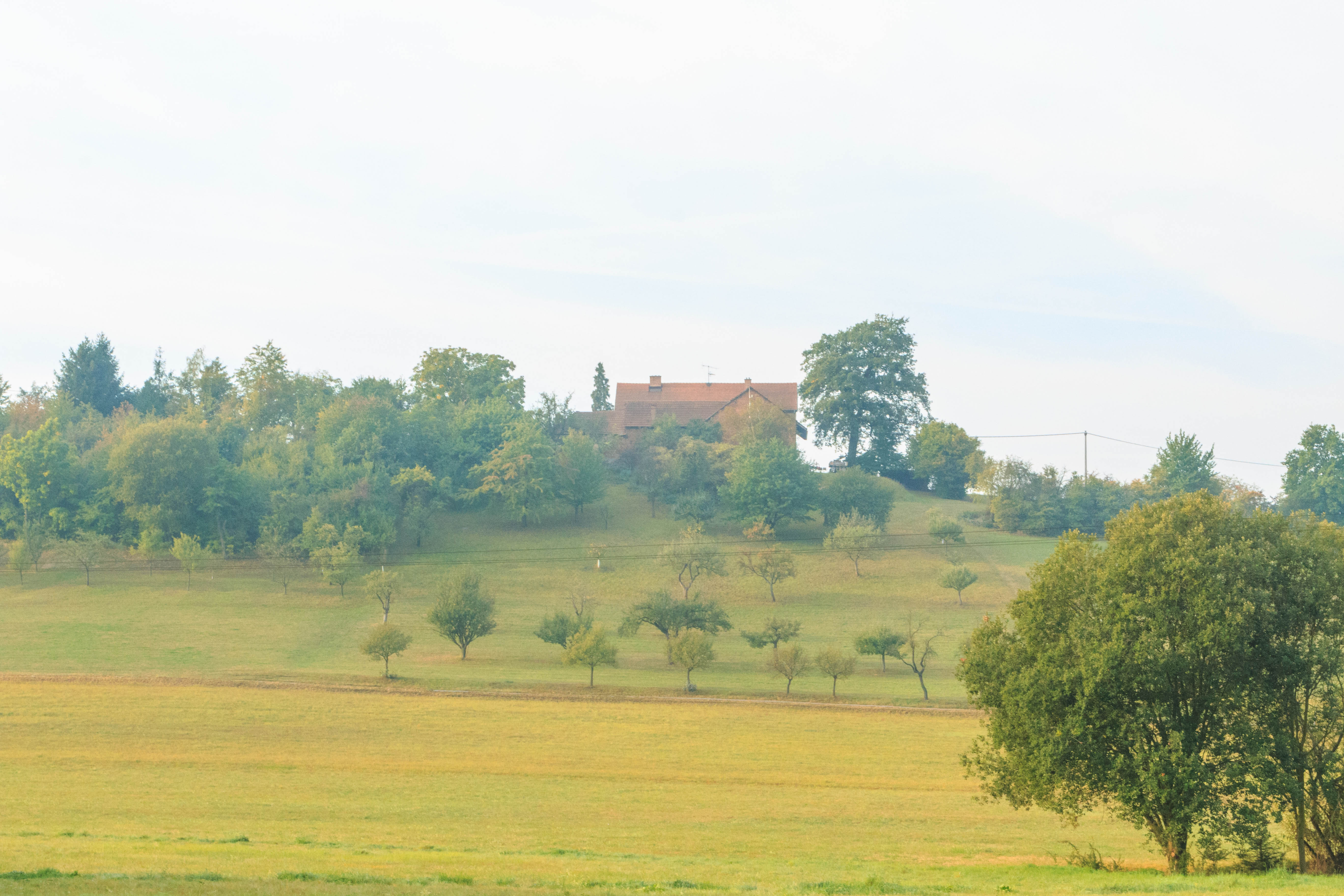
Orlov od Vračovic